# Cynoglossum limense
Cynoglossum limense là loài thực vật có hoa trong họ Mồ hôi. Loài này được Willd. mô tả khoa học đầu tiên năm 1798.